# 哈斯勒斯米爾 (喬治亞州)
哈斯勒斯米爾（英語：Hasslers Mill）是位於美國喬治亞州莫雷縣的一個非建制地區。該地的面積和人口皆未知。

## 地理
哈斯勒斯米爾的座標為34°48′44″N 84°41′43″W / 34.81222°N 84.69528°W，而該地的平均海拔高度為256米（即840英尺）。